# 올레크 카라바예프
올레크 니콜라예비치 카라바예프(러시아어: Оле́г Никола́евич Карава́ев, 1936년 5월 20일~1978년 8월 23일)는 소련의 레슬링 선수이다. 1960년 하계 올림픽에서 금메달을 획득했으며, 세계 선수권 대회에서 2회 우승했다.
벨로루시 SSR의 민스크에서 태어난 카라바예프는 16세 때 레슬링을 시작했다. 현역 시절 부레베스트니크 민스크 레슬링팀 소속으로 활동했으며, 기술적으로 재능이 가장 뛰어난 소련의 레슬링 선수가 되었다. 1960년 하계 올림픽을 포함한 1956년부터 1962년까지 많은 레슬링 경기에 출전했으며, 1961년을 제외하고 매년 소련 선수권 대회에서 우승했다. 그는 도쿄에서 열리는 1964년 하계 올림픽 레슬링 국가대표 선발전에서 탈락한 후 현역에서 은퇴했다. 은퇴 후인 1960년대 후반에 벨로루시 SSR 레슬링팀 코치가 되었으며, 1971년부터 사망할 때까지 부레베스트니크 민스크 레슬링팀 코치로 일했다. 이미 현역 시절부터 잦은 음주로 인해 알코올 중독에 시달렸고, 결국 42세의 나이로 사망했다.